# Fiat Cinquecento
Fiat Cinquecento (vyslovováno [tʃiŋkweˈtʃɛnto] v italštině, IPA: /tʃɪŋkwəˈtʃɛntoʊ/ v angličtině) je malý městský automobil navržený Giorgettem Giugiarem, jehož výrobu zahájila společnost Fiat roku 1991 s cílem nahradit Fiat 126. Jedná se o první Fiat, který byl vyráběn pouze v polském závodě FSM, kde se dříve vyráběl například Polski Fiat 126p. Výroba Cinquecenta skončila roku 1998, kdy bylo nahrazeno Seicentem. Podivuhodné je, že i přes svůj název, znamenající číslovku 500, byla nejmenší pohonná jednotka objemu 704 cm³.

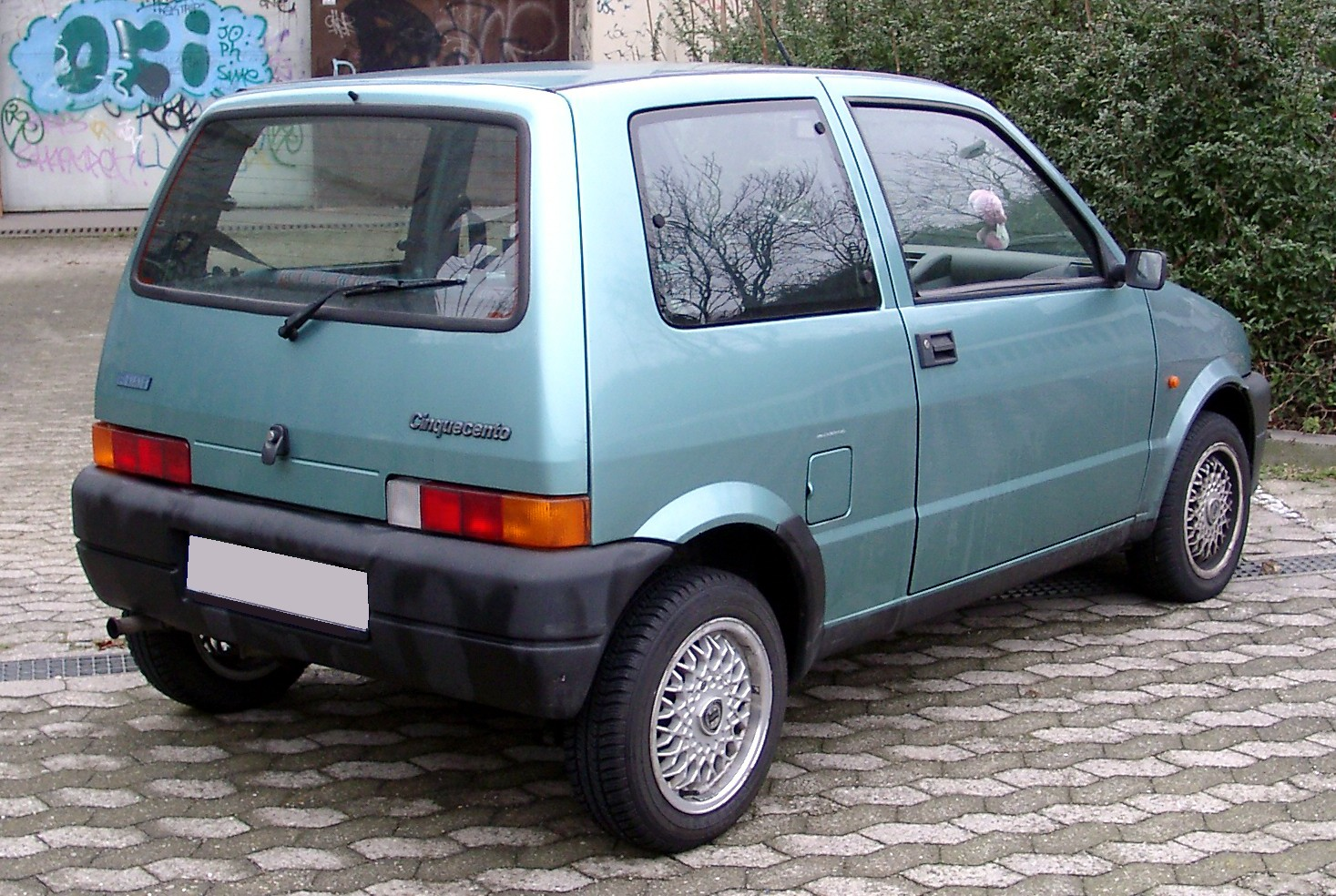
Fiat Cinquecento

Cinquecento bylo dostupné s třídveřovou karosérií disponující velmi dobrým součinitelem odporu vzduchu 0,33. Oproti starším Fiatům je vybaven včetně nezávislým předním a zadním odpružením, kotoučovými brzdami, a pozinkovanými panely karoserie se schopností odolat korozi. Řízení bylo obstaráváno ozubnicí s pastorkem a přestože posilovač řízení nebyl nikdy nabízen, auto mohlo být vybaveno řadou příslušenství, včetně centrálního zamykání, elektrického ovládání oken, posuvné střechy (nebo plně stahovatelné plátěné střechy ve verzi Soleil) a dokonce i klimatizací.

## Motory
Cinquecento má pohon předních kol a dodávalo se se třemi motory: o objemu 704 cm³ (podélné uložení), 903/899 cm³ a 1,1 FIRE (oba příčné uložení).

### 704cm³
Nejmenší motor, určený k prodeji v Polsku, byl dvouválec 704 cm³ OHV (30k /22 kW). Vycházel z upraveného motoru Fiatu 126p – kvůli pohonu předních kol musela být kliková hřídel namontována v opačném směru.

### 903/899cm³
Čtyřválcový motor 903 cm³ OHV ( 40k /29 kW) byl základem nabídky na většině trhů. Roku 1993 byl objem snížen na 899 cm³ a výkon na 39k /29 kW. Znám je svou dlouhou historií – poprvé se objevil již ve Fiatu 850.

### 1,1 Fire (Sporting)
Roku 1994 bylo představeno Cinquecento Sporting, poháněné agregátem 1108 cm³ SOHC FIRE o výkonu 54k (40 kW). Do speciální výbavy patří mj. ochranný rám, 13" kola z lehké slitiny, barevné nárazníky a zrcátka, otáčkoměr, sportovní sedadla, červené bezpečnostní pásy a kožený volant.
Cinquecento Sporting se zúčastnilo mnoha silničních závodů v závodní skupině A - Car.

## Koncepty založené na automobilu Fiat Cinquecento
V 90. letech 20. století vznikla řada konceptů založených na Cinquecentu – například Lucciola navržená designérem Giorgettem Giugiarem, která se měla stát další generací tohoto Fiatu, nakonec však byl návrh prodán automobilce Daewoo do Asie.